# Osvaldo Ríos
Osvaldo Ríos (né Osvaldo Ríos Alonso le 25 octobre 1960 à Carolina, Porto Rico), est un acteur, mannequin et chanteur porto-ricain, qui est surtout connu pour ses rôles dans des telenovelas.

## Biographie
Osvaldo Ríos est né sur la terre des géants de Carolina à Porto Rico. 

## Carrière
C'est un acteur et chanteur connu à l'international dans le domaine de la musique, le cinéma et la télévision.
En 1989, il fait ses débuts dans des telenovelas de Puerto Rico pour la télévision En Aquella Playa au côté de l'actrice vénézuélienne Rudy Rodríguez.
En 2002, il joue dans la mini-série Mi conciencia y yo produite et dirigée par Frank Marrero au côté de Julián Gil.
Il joue dans la telenovela Kassandra réalisée pour RCTV de Venezuela. Il joue aussi dans Tres Destinos réalisée à Los Angeles, à Miami, au Mexique et à Porto Rico pour Telemundo USA, La viuda de Blanco pour RTI Producciones de Colombie et Rauzán pour R.T.I. en coproduction avec Caracol Televisión. Il a obtenu 17 récompenses à l'international comme meilleur acteur dans plus de 7 pays latino-américains, aux États-Unis et en Europe. 
Grâce à l'auteur de telenovelas Delia Fiallo, il travaille pour Televisa de Mexico.

## Filmographie

### Telenovelas
- 1988 : Ahora o nunca
- 1988 : En aquella playa
- 1988-1989 : Angélica, mi vida : Dan
- 1990 : Amor de Madre
- 1990 : Los Robles
- 1990 : Todo el año es Navidad
- 1991 : Natalia
- 1992-1993 : Kassandra : Luis David Contreras / Ignacio Contreras
- 1993 : Tres destinos : Juan Carlos
- 1996-1997 : La viuda de Blanco : Diego Blanco Albarracín
- 2000 : Rauzán : Sebastian de Mendoza
- 2000-2001 : Abrázame muy fuerte : Diego Hernández
- 2002 : Gata salvaje : Silvano Santana Castro
- 2002 : Mi conciencia y yo : Raúl Rodriguez et sa conscience
- 2003-2004 : Ángel rebelde : Alejandro Valderrama
- 2006 : Decisiones : (épisodes "El Regreso del Soldado" et "Soltero se Vive Mejor")
- 2007 : Zorro, l'Épée et la Rose (El Zorro, la espada y la rosa) : Alejandro de la Vega
- 2008 : El juramento : Santiago de Landeros
- 2009-2010 : Corazón salvaje : Juan de Dios San Román
- 2010-2011 : Le Triomphe de l'amour (Triunfo del amor) : Osvaldo Sandoval

### Films
- 1990 : En Aquella Playa
- 2001 : Los Hijos de Nadie
- 2002 : Plaza vacante
- 2002 : Más allá del límite : Andrés Solís, dit El Indio
- 2005 : Miami Special Team
- 2006 : La Carretera
- 2014 : Elsa & Fred : Docteur
- 2014 : Gloria : Emilio Azcárraga Milmo, El tigre